# 桜井賢
桜井 賢（さくらい まさる、1955年〈昭和30年〉1月20日 - ）は、日本のバンドTHE ALFEEのメンバーである。埼玉県秩父郡荒川村（現：秩父市）出身。血液型A型。明治学院大学法学部法律学科中退（2014年3月、明治学院大学から「名誉学士」の称号が授与された）。ベース担当。身長170cm。THE ALFEEの前身のコンフィデンスの創設者であり、メンバーにて唯一のオリジナルメンバー。
趣味は貯金、将棋、野球、手品（マジック）。テニス、F1好きでもある。実家は株式会社櫻井太傳治商店。
BE∀T BOYSではリーダーを務め、祥寺張扇”（ジョージ・ハリセン）（現在はサクライ）と名乗る。

## 略歴
明治学院高等学校在学中の1970年、同級生とフォークグループ「コンフィデンス」を結成し、サイモン&ガーファンクルなどのコピーを歌っていた。高校時代にコンフィデンスを結成した時点から考えると、アルフィーの創設者で唯一のオリジナルメンバーである。
1972年に、山野楽器で催されたビクター音楽産業主催のフォークコンテストにコンフィデンスとして出場し優勝する。その会場で、ソロで出場していた坂崎幸二（のちの坂崎幸之助）に出会ったことが現在のTHE ALFEEの原点である。コンフィデンスには、後に坂崎、高見沢俊彦（桜井と同じ高校出身）が加入し、アルフィーの母体となった。そのため、「アルフィーの創始者」「アルフィーの元祖」「高校時代にアルフィーを作った男」等と称されている。
1974年にアルフィーとしてデビューする際、美声を買われてデビュー曲のリードボーカルを担当する予定だったが、高見沢が加入すると、急遽高見沢がリードボーカルの曲（「夏しぐれ」）に変更され、予定されていたデビュー曲はB面（「危険なリンゴ」）となり、当時ギター未経験であったにもかかわらずアコースティックギターを担当することになった。また、本来はドラマー志望であったが、デビュー後に、グループとしての音楽性を広げていく過程で必要に迫られてベースを始めた。初期には曲によっては、ウッドベースや12弦ギターを担当していたこともある。ベースは「青春の記憶」をリリースした頃に始めたと、コンサートのMCで発言している。
1979年、TBS系テレビドラマ『熱愛一家・LOVE』にゲスト出演した。1990年にはアニメ「ハゲしいな!桜井くん」で声優デビュー。苗字が同じというだけで抜擢され、主人公の若ハゲ高校生・桜井弘也役を担当した。
2009年に演歌歌手の冠二郎、落語家林家たい平、俳優の藤原竜也と共に秩父市の観光大使に任命されている。2014年3月、母校の明治学院大学で「名誉学士」の称号を授与された（明治学院大学独自の制度であり、法的な大学卒業とは異なる）。

## 人物
- 上述のように秩父・荒川村の出身であり、吉岡つとむの漫画『ドリームジェネレーション』などによると、子ども時分より歌唱力が高かったこともあり、「荒川村のウグイス坊や」と呼ばれていた。
- 爆風スランプのベーシスト、江川ほーじん脱退後、不在期間のテレビ出演などに際し、ベースを担当したことがある。
- フジテレビでの生番組中に感電したことがあるらしい。これは桜井が使用していたアンプが漏電していて、スタンドマイクの高さを調整している時に、右腕がベースの弦に触れてしまったために起きてしまった。高見沢と坂崎は桜井のネックレスから火花が飛んだのを見た。それ以来、マイクスタンドが自分のほうに倒れてきても絶対に触らず、身をかわして避けるとのことである（『音楽戦士』にて発言）。
- ジャケットやテレビではサングラスをかけ素顔を見せないが、デビュー初期のシングルジャケットでは、素顔を見ることができる（オフィシャルホームページで公開中）。しかし2014年12月17日発売の『青春の記憶[+2]』では、サングラスがCGで追加されている。
- ツアーには、スペアやチューニングの違い（THE ALFEEの楽曲に半音下げたチューニングの曲が増えていることから）を考慮して5、6本のベースを持っていく。また、高見沢ほどではないが、桜井自身も変形ベースの持ち主であり、F-1マクラーレン・ホンダベースや自らの顔がキングになっているトランプ柄のベース・王将ベース（ヘッドやポジションマークが他の駒になっている）などを持っている。エルヴィス・プレスリーの顔が描かれている物もある。しかし、基本的にはフェンダー・ジャズベースをメインのベースギターにしており、これだけはどうしても外せないらしい。しかし、高見沢や坂崎と比べツアー時に持ち出すベースの数はそれほど多くは無い。
- 他のメンバーとは異なり、ソロでは音楽活動をしていない。THE ALFEEとしての夏イベを休止した際、高見沢と坂崎はソロライブや和幸などの活動をしていた。しかし桜井は公に姿を見せていなかったため、『森田一義アワー 笑っていいとも!』に坂崎が出演した際に彼を心配していた。秋ツアーで『夏なにをしてすごしていたのか?』という弄られ方は、夏のイベントがない年の恒例となっている。

## 楽器
メインで使用している楽器は1960年代製フェンダージャズベース（複数本所有）であり、その後使用しているESP（Navigatorブランドも含む）のベースにおいてもジャズベースが基本となっている。初期にはベーシストを志すきっかけとなったクイーンのジョン・ディーコンに憧れて、塗装を自ら剥がしたプレシジョンベースを使用（ネックが反ってフレットレスにし、後にESP製ネックに換装）していたが、ネックの細さから来る弾きやすさや、独特のトーンが決め手となり、ジャズベースがメインに落ち着いている。スペアやチューニングの違い（曲によって半音下げチューニングの物がある）などを含めても、毎回のツアーで持ち出すベースは8本にも満たないことが多い。ただし、ヴィンテージはツアー終了後に即リペアに出さなければならず、夏の野外イベントでは大事を取って使用を避けている。その場合の代役として、スクラッチまで正確に再現した(レリック加工、エイジド加工された)Navigator JBがある。
2011年以降はホールツアーでも上記Navigatorモデルがメインとなっており、ヴィンテージジャズベースはレコーディング専用に「隠居」したことが窺える。しかし、その後も時折ステージで見かける機会があるようである。
基本的に指弾き、テンポの速いハードロックナンバーではピック弾きでプレイするが、曲によっては「サファイアの瞳」の間奏などで、スラップ奏法(チョッパー奏法)を披露する。
基本的にアンプにダイレクトに繋いでいて、エフェクターは使用していない。かつてはモーグのペダルシンセサイザーを使用していたこともあるが、現在はそれらも無く、ライブでの彼の足元は非常にすっきりしている。またボリュームやトーンのコントロールも基本的に全開で、アクティブサーキットを搭載したベースであっても、基本的なセッティングが決まったら、それからは全く動かすことがないため、テープで固定されている。近年の彼のベースにはボリュームがひとつだけの物や、またはそれらが全く無いダイレクト出力となっているものがある。
それ以外にもミュージックマン・スティングレイや5弦ベースなども使用していたが、近年はあまりステージでそれらを見る機会は少ない。また「罪人たちの舟」の途中のカデンツァ部分などでフレットレスベースを使用しているため、ライブでそれを再現するためにESPが製作したダブルネックベース「トナカイ」を使用している。重量バランスを考慮してヘッドレスベースとなっていて、上側のネックがフレットレスとなっている。電気系コントロールはそれぞれのネックが1ボリュームのみとなっている、極めてシンプルな物となっている。
アンプはトレース・エリオットを使用している。独特の癖があるアンプとされるが、彼は独特のトーンを気に入り、長年にわたって愛用している。日本で初めてトレース・エリオットを使用したアーティストのひとりとされている。ステージでは真後ろではなく、下手に横向きに置かれ、客席からは姿が見えないようになっている。1998年のニューヨーク公演では現地でレンタル調達したアンペグのベースアンプを使用していた。その後2018年頃より、アンプをトレース・エリオットからt.c.electronicに変更していることが明らかになった。
ワイヤレスシステムはEX-PRO、ケーブルはCustomAudioJapan、弦はダダリオまたはESPをそれぞれ使用している。
1990年代終盤には、アンコールの出し物のコーナーで、ウクレレを弾いたことがある。またアンコールで、メンバー同士で楽器を持ち換え、高見沢のギターを弾いたこともある。
2014年8月25日に日本武道館で行われたデビュー記念日に行われたコンサートのオープニングでは、久し振りに12弦ギターでの演奏を披露した（坂崎よりTerry's Terryを借りた）。しかし、シールドがささっていなかった。

## 容姿の変化
デビュー当時は長髪にしていた。また、素顔を見せており、髭も伸ばしていない。その後、2年余りの容姿は不明だが、1978年9月7日放送の『ザ・ベストテン』に研ナオコのバックバンドとして出演した時にはサングラスをかけ、上唇の上の髭を伸ばすようになっていた。同年の末には髪を中央で分けるようになった。
1979年、「桜井は角刈りにするといい」という酒の席での高見沢の冗談を真に受けて角刈りにした（当時のマネージャーで、現在の所属事務所「PROJECTⅢ」社長の関口登からかなり怒られたという）。そのため、当時のアーティスト写真や翌年の次作シングル「無言劇」のジャケットなどではニットキャップを被っている彼の姿を見ることが多い。なお、角刈りの桜井の映像は2014年にポニーキャニオンより発売されたCD＋DVD‐BOX『THE ALFEE 40th Anniversary スペシャルボックス』に収録されている（ALFEEがゲスト出演したフジテレビ系『君こそスターだ!』1979年12月30日放送回が収録）。
1982年頃からは再び髪を分けるようになり、次第にオールバックになっていった。
1989年頃（BE∀T BOYS「誰よりもLady Jane」発表時期）は顎鬚や頬鬚も伸ばしていた（ちなみに「誰よりもLady Jane」の振り付けは、高見沢が桜井の顎鬚をいじるポーズで終わる）。
1994年夏頃からは、それまで剃っていた顎鬚を伸ばすようになった。その後の髪型は、オールバックか中分けである。
1990年頃から高見沢と坂崎が髪を染めるようになっても、桜井は黒髪で通してきた。
2016年秋ツアー時、顎鬚がツートーン（白髪交じり）であるのが急に嫌になり剃り落としたものの、坂崎・高見沢両名に気づかれず（坂崎に至っては「顎鬚なんかあったっけ?」と言った）、翌年より再び生やし始めた。

## エンターテイナー
一般には「歌専門の人」「サングラスと髭」「強面」との渋いイメージが強いが、実はメンバー内では「道化役」「いじられ役」であり、特に学生時代の成績のことがよくネタにされている。MCの盛り上げ役でもある。
また桜井本人だけでなく父親もユニークなキャラクターのようで、坂崎がレギュラー出演していた「所ジョージのオールナイトニッポン」では「桜井の父」というネタコーナーが設けられていた。その内容は「桜井の父は、座布団で鶴が折れる」「桜井の父は、スイカを剥いて食べる」「桜井の父は、缶ジュースを剥いて飲む」「桜井の父は、鼻の穴に足の親指が入る」といったものである。その後、このコーナーは坂崎がオールナイトニッポンを担当するようになってからそのまま受け継いでいる。
コンサートやテレビ出演の際はスーツ姿であることが多いが、ツアーのアンコールでは色々なキャラクターに扮する。以下にその例を挙げる。

### キャラクター一覧
- 「ハッピーおじさん」法被と黄色いヘルメットを着用、ピースサインを出し『はーっぴー』と叫ぶ。（法被とヘルメットは色違いの事もあり。またヘルメットは未着用の場合もあり）
- 「ヒッピーおじさん」1999年登場、ヒッピーの扮装で怪しいTシャツを売りつける、レゲエが好き。
- 「ホルちゃん」2001年登場、メンバーの高見沢が『とんねるずの生でダラダラいかせて!!』で闘牛に挑戦し、ギタリストの命である左手人差し指を骨折した際に登場、牛の着ぐるみを着て、「自家製」の牛乳進呈にて骨折の早期回復を願った。
- 「このえ・へい」通称「このえちゃん」、2003年登場、ロンドン・バッキンガム宮殿の近衛兵の扮装、ぜんまい仕掛けで動く。背中のぜんまいの巻き具合で動きが変わる。
- 「花火師まさる」1997年登場、強風で夏のイベントに於いて特殊効果の花火が使えなかったために秋ツアーでスクリーンに花火を打ち上げた、ちなみに春は火消しだった。
- 「花櫻じじい」1998年登場、枯れ木に花を咲かせましょう、とスクリーン内の枯れ木にいろいろな花を咲かせた。
- 「周富富」シェフの出で立ち、中華なべを持って登場、料理は腰が命と力説した。
- 「海の家のおじさん」実家である櫻井太傳治商店の別館主人として登場。麦藁帽とアロハ、親友の"かやまゆうぞう"からもらったウクレレがトレードマーク。沢田研二が好きという設定で、『勝手にしやがれ』をカバーした。1999年12月の武道館公演では加山雄三が突然ステージに登場。桜井一人だけがそれを事前に全く知らされていなかったため、ステージでひとり唖然としていた。
- 「マサルティンバンコ」得意のマジックショー、縄抜けが得意。
- 「ペペロンチーノ」（パバロッD）3大テノールの一人、ルチアーノ・パヴァロッティのパロディ。持ち歌は「オー・ソレ・ミオ」と「タイタニック愛のテーマ」。ステージ上でマジックを披露しながら「オー・ソレ・ミオ」を歌うこともあった。
- 「カネヤン」指揮者カラヤン最後の弟子、カラヤンの死後弟子入りした？という。ホルストの『木星』を指揮する。
- 「フレD」フレディ・マーキュリーのパロディ、クイーンのナンバーを熱唱する。2018年の春のツアー「春の巻」で久しぶりに登場した。
- 「エルビス」サングラスにもみ上げ、ヒラヒラ衣装。
- 「ジャイアンツおやじ」短命に終わる。
- 「国定忠D」Dシリーズはコーナー後に演奏される「D.D.D!」と言う曲の前振りに使われた。
- 「源治」2000年夏のイベントのVHSビデオパンフレットに登場。幻の秩父原人。
- 「ゴンザレス桜井」2015年春・秋ツアーにて登場。和装のお姉キャラ。
- 「ペンギン太郎」2016年のアンコールのマラカス・ブラザーズのコーナーで、ペンギンの着ぐるみ姿で登場した。
- 「狸の神様」2016年のクリスマス・イヴの武道館ライブで、狸の着ぐるみ姿で登場した（同年大阪城ホール公演ではスタッフの手違いで狸の頭部が会場に届かなかったため同系色の犬の頭部で代用し、『タヌキイヌ』という珍獣のような姿になっていた）。

## 趣味・嗜好その他
大の酒好きであり、高見沢と坂崎から酒乱だと思われているぐらいである。2009年頃はハイボールを好んでいたが、基本的には芋焼酎を気に入っているようである。近年では休肝日も設けているが、「他の日に休肝日の分呑んでいる」と他のメンバーからいじられることが多い。また、芋焼酎を飲む最も至福の瞬間は“ライブ終了後にシャワーを浴び、愛用の赤いガウンを着て煽る一杯”とのこと。
なお、かつてはタバコも嗜んでいたが、2009年秋頃より禁煙している。
落語も好んでいるようで、かつて同居していた弟の影響があると言う。特に3代目古今亭志ん朝のファンのようで、通販でCDコレクションやレコードを購入するほどである。
メンバーの中で最もモータースポーツ、特にF1に対しての造詣が深い。アイルトン・セナを尊敬していたため、セナがサンマリノグランプリで事故死した際にはかなりショックを受けていたという。ライブではサウンドチェックの際に客席の真ん中に陣取り、PAスタッフにF1の音声を収録したCDを大音量で流してもらうことを楽しんでいると度々語っている。また、後にフェラーリを購入している。
自他ともに認める高所恐怖症である。1986年に東京都第13号埋立地（現在の東京都港区台場）で開催された野外コンサート｢SWEAT&TEARS TOKYO BAY-AREA｣では、サウンドチェック時にステージ中央の階段に上って見た所、階段の隙間から下が見えてしまい、足が竦んで登ることができなくなってしまったと後に述懐している。コンサートのエンディングで最上段まで一気に駆け上がることができたのは、夜の闇でその隙間が見えなくなっていたためである。またコンサートのオープニングなどでリフトに乗って降下して登場する際に、直立不動になっていることがコンサートでのMCで他のメンバーからよく弄られている。
典型的な「アナログ人間」で、所有している携帯電話は所謂「ガラケー」で、パソコンすら所有していない（自身がスマートフォンやパソコンが使えないからとも）ためインターネットすら見ないという。その為「唯一の通信手段がFAXだけ」と他のメンバーからもいじられている。
2024年3月14日のT's Licenceにてスマホを持ったことを発表した。

## 櫻井太傳治商店とのかかわり
ブレイクする前、実家が経営する櫻井太傳治商店でアルバイトをして生計を立てていた。現在は弟が店の経営を継いでおり、桜井本人もTHE ALFEEとしての活動が休みの際には、店に顔を見せることがあるという。櫻井太傳治商店のホームページでは桜井が兄弟と並んで立っている写真を期間限定で見ることができる。